# Луб'янська сільська рада (Рокитнянський район)
| Луб'янська сільська рада — колишній орган місцевого самоврядування у Рокитнянському районі Київської області з адміністративним центром у с. Луб'янка. Історична дата утворення: в 1927 році. Сільській раді підпорядковані населені пункти: - с. Луб'янка - с. Любка - с. Першотравневе |

## Склад ради
Рада складалася з 12 депутатів та голови.

### Керівний склад ради
| ПІБ                       | Основні відомості                                            | Дата обрання | Дата звільнення |
| ------------------------- | ------------------------------------------------------------ | ------------ | --------------- |
| Заруцький Сергій Іванович | Сільський голова, 1968 року народження, освіта, безпартійний | 26.03.2006   | 31.10.2010      |

Примітка: таблиця складена за даними джерела